# 須田琴子
須田 琴子（すだ ことこ、1992年9月2日 - ）は、大阪府出身の元女優である。

## 経歴・人物
元アイドルユニットの「JK21」3期生のメンバーを2010年6月26日に卒業。
その後グラビアアイドルとして、ミスマガジン2010にノミネートされるなどDVDや雑誌のモデルとして活躍。さらにテレビドラマやCMなどに出演を重ね、女優として活動した。
現在は芸能界から引退している。

## 出演作品

### テレビドラマ
- DRAMATIC-J「ノンノンフィクション」（2008年9月15日・22日、関西テレビ）
- 誰も知らないJ学園 第3話 連獅子の舞（2010年5月12日、関西テレビ）
- てっぱん第114話（2010年9月27日、NHK総合）
- 呪報2405 ワタシが死ぬ理由 第7話（2012年8月23日、関西テレビ） - 宮本さゆり 役

### バラエティ
- 朝生ワイド す・またん!（讀賣テレビ）
- ごきげんライフスタイル よ〜いドン!（関西テレビ）
- お笑いワイドショー マルコポロリ!（関西テレビ）
- ビーバップ!ハイヒール（朝日放送）

### CM
- 茜丸本舗大納言「茜丸五色どらやき」
- ドギーマンハヤシ
- 駿台予備学校
- 向陽音楽院

### DVD
- 須田琴子(12歳)/琴子とデート（2005年4月22日）
- すだっこ/須田琴子（2006年2月24日）
- ことこ13歳/須田琴子（2006年5月27日）

### 雑誌
- チューボー
- ミスマガジン2010（2009年8月8日、トランスワールドジャパン）
- ぶんか社